# Lema lui Abel
Lema lui Abel este o propoziție matematică numită după Niels Henrik Abel, care leagă limita unei serii de puteri de suma coeficienților acesteia. Ea afirmă:
Dacă o serie de puteri este convergentă într-un punct {\displaystyle x_{0}} ea va fi convergentă pentru orice x cu proprietatea {\displaystyle |x|<x_{0}}.